# Каррсвілл (Вірджинія)
Каррсвілл (англ. Carrsville) — переписна місцевість (CDP) в США, в окрузі Айл-оф-Вайт штату Вірджинія. Населення — 346 осіб (2020).

## Географія
Каррсвілл розташований за координатами 36°42′14″ пн. ш. 76°50′26″ зх. д. / 36.70389° пн. ш. 76.84056° зх. д. (36.703949, -76.840447).  За даними Бюро перепису населення США в 2010 році переписна місцевість мала площу 8,34 км², з яких 8,28 км² — суходіл та 0,06 км² — водойми.

## Демографія
Згідно з переписом 2010 року, у переписній місцевості мешкало 359 осіб у 150 домогосподарствах у складі 99 родин. Густота населення становила 43 особи/км².  Було 172 помешкання (21/км²).
Расовий склад населення:
| - 76,6 % — білих - 22,0 % — чорних або афроамериканців - 0,3 % — корінних американців |

До двох чи більше рас належало 0,3 %. Частка іспаномовних становила 1,9 % від усіх жителів.
За віковим діапазоном населення розподілялося таким чином: 24,2 % — особи молодші 18 років, 58,8 % — особи у віці 18—64 років, 17,0 % — особи у віці 65 років та старші. Медіана віку мешканця становила 43,3 року. На 100 осіб жіночої статі у переписній місцевості припадало 81,3 чоловіків;  на 100 жінок у віці від 18 років та старших — 78,9 чоловіків також старших 18 років.
Цивільне працевлаштоване населення становило 130 осіб. Основні галузі зайнятості: освіта, охорона здоров'я та соціальна допомога — 30,8 %, мистецтво, розваги та відпочинок — 20,8 %, виробництво — 13,1 %, роздрібна торгівля — 7,7 %.